# 湖南高速公路 (韓國)
湖南高速公路（：／ Honam gosokdoro */?），與論山天安高速公路共用編號，是連接韓國全羅南道順天市和忠清南道論山市的一條高速公路，因經過湖南地方得名，長194.2公里，中間途經光州廣域市。有兩條支線：連接論山市與大田廣域市大德區；連接高敞郡及潭陽郡。
1970年開工，1974年全線通車。